# Repki (powiat Sokołowski)
Repki is een dorp in het Poolse woiwodschap Mazovië, in het district Sokołowski. De plaats maakt deel uit van de gemeente Repki.